# Liste der Naturdenkmale in Rhens
Die Liste der Naturdenkmale in Rhens nennt die im Gemeindegebiet von Rhens ausgewiesenen Naturdenkmale (Stand 2. Mai 2024).

## Naturdenkmale
| Nr.         | Bezeichnung | Lage                                                      | Beschreibung                                  | Bild                                    |
| ----------- | ----------- | --------------------------------------------------------- | --------------------------------------------- | --------------------------------------- |
| ND-7137-388 | Zwei Eichen | Rhens, südwestlich des Ortes; Abteilung Auf Lang Jäh Lage | Quercus sp., zwei Bäume                       | Direkt Bild zu diesem Denkmal hochladen |
| ND-7137-389 | Linde       | Schauren, nördlich der Kapelle Lage                       | Tilia sp., einer von ursprünglich zwei Bäumen | Fotos hochladen                         |

## Ehemalige Naturdenkmale
| Nr. | Bezeichnung | Lage                                     | Beschreibung                             | Bild                                    |
| --- | ----------- | ---------------------------------------- | ---------------------------------------- | --------------------------------------- |
|     | Alte Linde  | Rhens, vor der Kirche St. Dionysius Lage | Tilia sp.; Rechtsverordnung aufgehoben   | Direkt Bild zu diesem Denkmal hochladen |
|     | Pappel      | Rhens, Am Rhein, gegenüber Nr. 3–6 Lage  | Populus sp.; Rechtsverordnung aufgehoben | Direkt Bild zu diesem Denkmal hochladen |